# 城牙咲くらは
城牙咲 くらは（じょうがさき くらは、Claha Jyogasaki）は、日本のフランス文学者、作家、翻訳家。
早稲田大学大学院文学研究科修了。専門はフランス語圏の象徴主義芸術（美術・文学)。

## 著書
- 『画集・怖い絵画；魔術的主題の世紀末』（デザインエッグ社） 2018年　ISBN 4815006555
- 『画集・怖い絵画；夜と静寂の世紀末』（デザインエッグ社） 2019年　ISBN 978-4815015497

## 翻訳
- 『対訳 温室；他全詩集』（モーリス・メーテルリンク、デザインエッグ社） 2018年 ISBN 9784815003586
- 『シンデレラ ～ 小さなガラスの靴；対訳＆カラー図版』（シャルル・ペロー、デザインエッグ社） 2018年　ISBN 4815004773
- 『象徴主義宣言；対訳』（ジャン・モレアス、デザインエッグ社） 2018年　ISBN 4815004978
- 『我が心は過去に涙す；対訳』（グレゴワール・ル・ロワ、デザインエッグ社） 2020年　ISBN 4815018243